# Мартирано
Мартирано (итал. Martirano) — коммуна в Италии, располагается в регионе Калабрия, подчиняется административному центру Катандзаро.
Население составляет 998 человек (на 2006 г.), плотность населения составляет 71 чел./км². Занимает площадь 14 км². Почтовый индекс — 88040. Телефонный код — 0968.
Покровителем коммуны почитается святой Себастьян, празднование 20 января.